# 斯坦頓 (特拉華州)
斯坦頓（英語：Stanton）是位於美國特拉華州紐卡斯爾縣的一個非建制地區。該地的面積和人口皆未知。

## 地理
斯坦頓的座標為39°42′56″N 75°38′27″W / 39.71556°N 75.64083°W，而該地的平均海拔高度為6米（即20英尺）。